# Tjudotvorets
Tjudotvorets (russisk: Чудотворец) er en sovjetisk stumfilm fra 1922 af Aleksandr Pantelejev.

## Medvirkende
- Pjotr Kirillov - Yeremei Mizgir
- Jelena Tumanskaja - Dunja
- Vasilij Kozhura - Nikolaj I
- Raisa Mamontova - Aleksandra Fjodorovna